# Panzerkampfwagen E-100
Le Panzerkampfwagen E-100 est un projet de char super-lourd mené par l’Allemagne pendant la Seconde Guerre mondiale, issu du développement du Maus et faisant partie du programme des Entwicklungsserie, visant à développer des chars standardisés. L’ensemble du programme fut cependant un échec et aucun prototype de l’E-100 ne put être fabriqué : à la fin de la guerre il n’existait qu’un châssis incomplet, qui fut capturé par les Alliés puis expédié au Royaume-Uni pour être étudié avant d’être finalement envoyé à la ferraille.
L’échec du projet de l’E-100 est symptomatique du destin des chars super-lourds de la Seconde Guerre mondiale, qui posaient beaucoup de problèmes, notamment logistiques, pour un impact somme toute minimal sur le déroulement des combats.

## Historique
Lors du développement du Panzerkampfwagen VIII Maus, deux firmes, Porsche et Krupp, furent mises en concurrence. Bien que Hitler préféra finalement le projet de Porsche, le Waffenamt (« bureau des armes ») continua de s’intéresser au projet de Krupp. En effet, celui-ci, dit « Tiger-Maus », avait la particularité de partager un maximum de composants avec le char Tigre, ce qui intéressait Heinrich Ernst Kniepkamp pour son projet d’Entwicklung-serien (« séries de développement »), une série de véhicules de combat classés par poids partageant un maximum de composants dans le but de réduire les coûts de production et de faciliter la maintenance et la logistique,.
Jugeant Krupp trop fortement sollicité sur d’autres projets, Kniepkamp préféra confier la finalisation de l’E-100 à Adler au printemps 1943, bien que la firme n’avait aucune expérience dans la conception de chars. Il n’informa toutefois pas Krupp qu’il avait repris leurs plans, ce qui provoqua la colère des ingénieurs de la société lorsqu’ils découvrirent un an plus tard que Adler s’était approprié leur projet.
Adler commença le travail sur l’E-100 le 30 juin 1943 ; la phase de conception fut rapidement terminée, les plans originaux du « Tiger-Maus » étant repris presque à l’identique, à l’exception de la suspension. Le véhicule ne devait toutefois pas être assemblé dans les usines de l’entreprise à Francfort, mais sur le terrain militaire de Sennelager, dans la région de Paderborn. Le travail avança cependant à un rythme très lent : faute de moyens alloués au projet les pièces n’arrivaient qu’au compte-goutte sur la chaîne d’assemblage et Adler n’avait par ailleurs fourni que trois ouvriers pour réaliser l’assemblage. Cette situation est à mettre en relation avec les nouvelles directives émises par Hitler en juillet 1944, stipulant que tout développement de char super-lourd devait cesser. Ainsi, un rapport du 15 janvier 1945 faisait savoir que le châssis du premier prototype de l’E-100 était presque complété, mais que certains composants critiques étaient manquants, ce qui empêchait toute avancée supplémentaire.
Le travail n’avait guère plus progressé lorsque les troupes américaines s’emparèrent de Sennelager en avril 1945 et capturèrent le châssis toujours incomplet de l’E-100, mettant effectivement fin au projet déjà moribond. Le châssis fut plus tard complété sur place par les Britanniques afin de le mettre en état de marche, puis envoyé au Royaume-Uni pour être testé, avant d’être envoyé à la ferraille.

## Caractéristiques

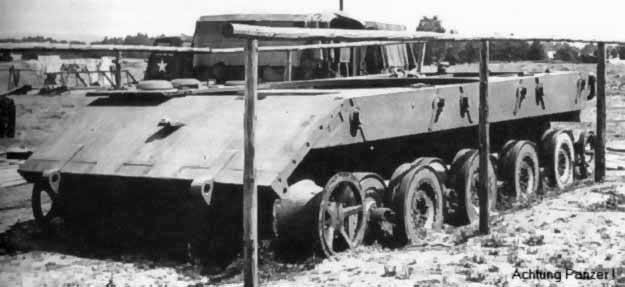
Le châssis du E-100 après sa capture par les Alliés.

### Motricité
Le moteur installé sur le prototype de l’E-100 était le Maybach HL 230 P30, dont la puissance était de 600 ch à 2 500 rpm et 700 ch à 3 000 rpm. La transmission était le modèle OG 40 12 16 B de Maybach, tandis que la direction était électrique et fabriqué par Henschel sous la désignation L 801. Avec la tourelle d’origine la masse totale dépassait les 130 t, mais celle-ci put être ramenée à 123,5 t grâce à la conception d’une tourelle plus légère par Krupp. Cependant le moteur restait le même que sur le Panther, qui ne pesait que 45 t et était déjà considéré comme étant sous-motorisé, induisant pour l’E-100 un rapport poids/puissance particulièrement défavorable de 4,8 ch/tonne et limitant sa vitesse maximale à 23 km/h.
Un projet B fut donc envisagé pour améliorer la mobilité, avec un moteur Maybach de 1 200 ch et une transmission hydromécanique Mekydro à huit vitesses, ce qui aurait pu permettre d’atteindre la vitesse de 40 km/h. Ce système aurait cependant nécessité un remaniement complet du châssis et le projet n’alla pas plus loin que la planche à dessin.
La suspension était le seul élément différenciant notablement le Tiger-Maus de Krupp de l’E-100 de Adler : alors que le premier employait la même suspension à barres de torsion que le Königstiger, le second faisait appel à des ressorts hélicoïdaux. Ce changement permettait de maximiser l’espace disponible à l’intérieur du char, les suspensions étant désormais placées à l’extérieur. Les chenilles, entrainées par les barbotins situés à l’avant, faisaient un mètre de large et devaient être remplacées par un modèle plus étroit pour le transport par train, afin de ne pas dépasser des plateformes.

### Armement et protection
À l’origine, le E-100 devait être équipé de l’une des tourelles prévue pour le projet Maus. Celle-ci avait été dessinée par Krupp en décembre 1942 et devait être armée d’un canon de 150 mm L/37, ainsi que d’un canon de 75 mm L/24 coaxial en armement secondaire. Une nouvelle tourelle, plus légère, fut cependant conçue par Krupp en mai 1944. Celle-ci était presque identique à celle du Maus II, à ceci près que son blindage était moins épais, d’où une masse plus faible. L’armement prévu était cette fois d’un canon de 128 mm et du même 75 mm, mais cette fois curieusement monté au-dessus du canon principal. Le Waffenamt ne semble toutefois pas avoir été entièrement satisfait par cette proposition, car à la fin du même mois, Krupp fut sollicité pour réaliser une maquette en bois à l’échelle 1:5 d’une nouvelle tourelle ayant comme armement soit un canon de 150 mm soit de 170 mm, afin d’étudier quelles étaient les possibilités en matière de disposition intérieure dans ces configurations.
Avec 200 mm de blindage homogène laminé incliné à 60° à l’avant, l’E-100 était aussi bien blindé que le Maus de face, en revanche son blindage latéral était sensiblement inférieur, en particulier au niveau de la tourelle : 80 mm incliné à 29° sur l’E-100 contre 200 mm incliné à 30° sur le Maus. À titre de comparaison, sur le front de l’Est, le canon D-25T de l’IS-2 pouvait pénétrer 142 mm à 1 000 m. À l’Ouest, le 17-pounder britannique, pouvait pénétrer au maximum 231 mm à 1 000 m dans les conditions les plus favorables et avec des munitions APDS, disponibles seulement en quantités limitées ; avec les munitions perforantes les plus courantes les performances chutaient à 150 mm. Par ailleurs, du fait que les tests sont réalisés sur des plaques non-inclinées, ces valeurs sont à considérer comme un maximum théorique atteignable seulement dans les conditions les plus favorables, ce qui arrivait rarement sur le terrain. Dans les faits, l’E-100 aurait pu être un adversaire redoutable tant qu’il se présentait de face, mais il restait vulnérable sur les côtés, une faiblesse partagée par les chars Tigre et Panther.

## Évaluation opérationnelle
Bien que responsable de l’assemblage de l’E-100 en sa qualité de directeur technique de Adler, Karl Jenschke considéra dès le début la conception du véhicule comme étant obsolète : le véhicule était peu mobile par ses propres moyens et son transport par rail exigeait de démonter les jupes, les chenilles et une partie des roues de route. Par ailleurs, il estimait l’installation de canons de 150 mm ou 170 mm impossible dans la tourelle telle que Krupp l’avait conçue.
Comme tous les char super-lourds conçus pendant la Seconde Guerre mondiale, la masse et les dimensions de l’E-100 posaient des problèmes insolubles : à l’échelle stratégique il était difficile à déplacer sur de longues distances, même par train, et son usage à l’échelle tactique était compliqué par l’impossibilité de traverser la plupart des ponts et les rues étroites des agglomérations, ainsi que par la nécessité d’éviter toutes les zones où le terrain était meuble. Malgré sa puissance de feu, les expériences acquises sur d’autres chars super-lourds comme le Jagdtiger tendent à montrer qu’à moins d’être déployé en nombre, ces chars étaient facilement débordés et détruits, lorsqu’ils ne l’avaient pas été avant même d’arriver sur le champ de bataille, leurs convois de transport étant particulièrement vulnérables aux attaques aériennes.